# 長江中下游平原
長江中下游平原(ちょうこうちゅうかゆうへいげん)は、長江中・下流域の平野地帯。巫山以東に位置し、平均の標高は50m、面積約20万平方キロメートルである。東北平原、華北平原につぎ、中華人民共和国3番目の広さを誇る平野である。
西より両湖(りょうこ)平原、鄱陽湖(はよう)平原、皖中(かんちゅう)平原、長江三角洲などに区分される。中国の人口の最も密集した地域。

## 気候
気候は熱帯モンスーン気候である。古来より、洪水が多発している。